# شعاع ساطع من القرآن الكريم
شعاع ساطع من القرآن الكريم هو تفسير للقرآن الكريم كتبه محمود طالقاني في ستة مجلدات. وقد كتبه أثناء سجن الشاه محمد رضا بهلوي له.